# 偽の合意効果
偽の合意効果（ぎのごういこうか、英: False consensus effect）あるいは総意誤認効果は、人が自分の考え方を他の人に投影する傾向である。つまり、人は他者も自分と同じように考えると見なす傾向がある。この推定された相関には統計的確証はないが、存在しない合意があるかのように感じさせる。人々は自分の意見・信念・好みが実際よりも一般大衆と同じだと思い込む傾向がある。
このバイアスはグループで議論したときによく発生し、そのグループの総意はもっと大きな集団での一般的考え方と同じだと考えることが多い。グループのメンバーが外部の人間とそのことについて議論する機会がない場合、そのように信じ込む傾向が強くなる。
さらにこれの拡張として、そのような合意が存在しない証拠を突きつけられたとき、人は合意しない人が何か間違っている（勘違いしている、よく知らないで意見を言っている）と見なすことが多い。
この認知バイアスに単一の原因は存在しない。根底にある要因として、利用可能性ヒューリスティックと自己奉仕バイアスがあるのではないかと言われている。